# Малевничье (Хмельницкая область)
Малевничье (укр. Мальовниче; до 2025 года — Москалевка) — село в Хмельницком районе Хмельницкой области Украины.
Население по переписи 2001 года составляло 43 человека. Почтовый индекс — 31524. Телефонный код — 3857. Занимает площадь 0,292 км². Код КОАТУУ — 6823087004.

## Местный совет
31524, Хмельницкая обл., Хмельницкий р-н, с. Ялиновка, ул. Октябрьская, 14/а